# ارژلس-گزوست
ارژلس-گزوست (به فرانسوی: Arrondissement d'Argelès-Gazost) یک بخش در فرانسه است که در اوت-پیرنه واقع شده‌است.